# Flaujac-Gare
Flaujac-Gare is een gemeente in het Franse departement Lot (regio Occitanie) en telt 90 inwoners (2009). De plaats maakt deel uit van het arrondissement Figeac.

## Geografie
De oppervlakte van Flaujac-Gare bedraagt 8,0 km², de bevolkingsdichtheid is dus 11,3 inwoners per km².
De onderstaande kaart toont de ligging van Flaujac-Gare met de belangrijkste infrastructuur en aangrenzende gemeenten.

## Verkeer
Hoewel de gemeentenaam expliciet verwijst naar een spoorwegstation, en de spoorlijn door de gemeente loopt, bevindt het station van Flaujac zich  op het grondgebied van de aanpalende gemeente Durbans.

## Demografie
Onderstaande figuur toont het verloop van het inwonertal (bron: INSEE-tellingen).